# 深圳地理
深圳市位于北回归线以南，东经113°46′至114°37′，北纬22°27′至22°52′。地处广东省中南沿海地区，珠江入海口之东偏北。东西长81.4公里，南北宽（最短处）为10.8公里（由最北點至最南點則為約60公里，當中有一半里程跨越香港），东临大亚湾和大鹏湾（最東點為大鵬半島海柴角），西连伶仃洋和珠江口（最西點為寶安區深圳機場西北發展區），南边深圳河与香港相联（最南點為內伶仃島東角咀），与香港新界一河之隔；而香港油尖旺區內的西九龍站內地口岸區，亦屬於深圳市域，並擁有最複雜的深圳-香港邊界（海平面下4米以下、在相關香港法例中劃定區域，已於2018年9月4日凌晨零時起實際劃歸福田區福田街道治內，而載客列車亦屬深圳市域；但香港部分民法仍適用於該部分土地，而名義上香港邊界並無更改）及深圳市最南點（西九龍站B4層15號月台B4-1坐標點）。北部与东莞、惠州两城市接壤（最北點為羅田水庫）。全市总面积2,020平方公里。人口多数来自外地，因此深圳被称为“移民城市”。 

## 人口及行政
深圳市的特区与非特区之间曾建有一条全长129.7公里的特区管理线，在进出特区的7条公路的路口分别设有边防检查站。深圳经济特区成立于1980年，最初东起大鹏湾背仔角，西到珠江口安乐村，南与香港新界紧连，北靠梧桐山、羊台山脉，总面积
327.5平方千米，包括了罗湖区、福田区和南山区，是中国除海南省以外最大的经济特区；而在2006年後，「經濟特區」擴至全市市域。 

### 人口
根据深圳市统计局网站公布的资料，2019年末，深圳全市常住人口1,343.88万人，其中户籍人口494.78万人，非户籍人口849.10万人。深圳人口出生率21.68‰，死亡率1.29‰，自然增长率20.39‰。人口密度为每平方公里6,484人。

### 行政区划
深圳市辖9个行政区，1个功能区（新区），1个特别合作区。
行政区
南山区、罗湖区、福田区、宝安区、光明区、龙岗区、龙华区、坪山区、盐田区
功能区（新区）
大鹏新区
特别合作区
深汕特别合作区

## 气候
深圳属亚热带海洋性气候，年平均温度22.3C左右，最高温度38.7C，最低温度0.2C。年平均降雨量为1,924.7毫米。常年主导风向为东南风，年平均日照数为2,060小时，太阳年辐射量5225兆焦耳/平方米。平均每年受热带气旋（台风）影响4—5次。
| 深圳市气象数据（1991年至2020年） | 深圳市气象数据（1991年至2020年） | 深圳市气象数据（1991年至2020年） | 深圳市气象数据（1991年至2020年） | 深圳市气象数据（1991年至2020年） | 深圳市气象数据（1991年至2020年） | 深圳市气象数据（1991年至2020年） | 深圳市气象数据（1991年至2020年） | 深圳市气象数据（1991年至2020年） | 深圳市气象数据（1991年至2020年） | 深圳市气象数据（1991年至2020年） | 深圳市气象数据（1991年至2020年） | 深圳市气象数据（1991年至2020年） | 深圳市气象数据（1991年至2020年） |
| 月份                             | 1月                              | 2月                              | 3月                              | 4月                              | 5月                              | 6月                              | 7月                              | 8月                              | 9月                              | 10月                             | 11月                             | 12月                             | 全年                             |
| -------------------------------- | -------------------------------- | -------------------------------- | -------------------------------- | -------------------------------- | -------------------------------- | -------------------------------- | -------------------------------- | -------------------------------- | -------------------------------- | -------------------------------- | -------------------------------- | -------------------------------- | -------------------------------- |
| 历史最高温 °C（°F）              | 29.1 (84.4)                      | 28.9 (84.0)                      | 32.0 (89.6)                      | 34.0 (93.2)                      | 35.8 (96.4)                      | 36.9 (98.4)                      | 38.7 (101.7)                     | 37.1 (98.8)                      | 36.9 (98.4)                      | 35.2 (95.4)                      | 33.1 (91.6)                      | 29.8 (85.6)                      | 38.7 (101.7)                     |
| 平均高温 °C（°F）                | 19.8 (67.6)                      | 20.8 (69.4)                      | 23.2 (73.8)                      | 26.7 (80.1)                      | 29.7 (85.5)                      | 31.3 (88.3)                      | 32.3 (90.1)                      | 32.2 (90.0)                      | 31.5 (88.7)                      | 29.2 (84.6)                      | 25.7 (78.3)                      | 21.5 (70.7)                      | 27.0 (80.6)                      |
| 日均气温 °C（°F）                | 15.7 (60.3)                      | 16.8 (62.2)                      | 19.4 (66.9)                      | 23.1 (73.6)                      | 26.4 (79.5)                      | 28.3 (82.9)                      | 29.0 (84.2)                      | 28.8 (83.8)                      | 27.9 (82.2)                      | 25.5 (77.9)                      | 21.7 (71.1)                      | 17.4 (63.3)                      | 23.3 (74.0)                      |
| 平均低温 °C（°F）                | 13.0 (55.4)                      | 14.2 (57.6)                      | 17.0 (62.6)                      | 20.7 (69.3)                      | 24.0 (75.2)                      | 26.0 (78.8)                      | 26.6 (79.9)                      | 26.3 (79.3)                      | 25.5 (77.9)                      | 22.9 (73.2)                      | 19.0 (66.2)                      | 14.5 (58.1)                      | 20.8 (69.5)                      |
| 历史最低温 °C（°F）              | 0.9 (33.6)                       | 0.2 (32.4)                       | 3.4 (38.1)                       | 8.7 (47.7)                       | 14.8 (58.6)                      | 19.0 (66.2)                      | 20.0 (68.0)                      | 21.1 (70.0)                      | 16.9 (62.4)                      | 9.3 (48.7)                       | 4.9 (40.8)                       | 1.7 (35.1)                       | 0.2 (32.4)                       |
| 平均降雨量 mm（）                | 35.2 (1.39)                      | 36.8 (1.45)                      | 64.0 (2.52)                      | 140.1 (5.52)                     | 237.1 (9.33)                     | 368.7 (14.52)                    | 309.5 (12.19)                    | 364.3 (14.34)                    | 242.5 (9.55)                     | 73.4 (2.89)                      | 31.7 (1.25)                      | 29.6 (1.17)                      | 1,932.9 (76.12)                  |
| 月均日照時數                     | 137.3                            | 101.6                            | 99.7                             | 115.2                            | 153.0                            | 169.8                            | 214.8                            | 178.6                            | 170.7                            | 188.7                            | 168.8                            | 155.4                            | 1,853.6                          |
| 来源：深圳市气象局               |                                  |                                  |                                  |                                  |                                  |                                  |                                  |                                  |                                  |                                  |                                  |                                  |                                  |

## 山岭
深圳市的梧桐山为深圳最高峰，海拔943.7米，其他知名山峰有笔架山、马峦山、莲花山、大南山、七娘山、羊台山、塘朗山、凤凰山、莲花山、笔架山、参里山等。

## 物种与植被
据《深圳植物志》，深圳市陆上共有各种优势植物182科、858属、1443种，被子植物占主要地位。在深圳市的陆域植被型中，南亚热带常绿阔叶林、园林植被和人工常绿阔叶林分布范围较广。1980年时，深圳有34种以上的国家重点保护动物，20种以上的广东重点保护陆生动物。
昆虫：深圳有超过1万种昆虫，最常见的蚂蚁、蜜蜂、蝉、蟋蟀、蜻蜓、蟑螂、白蚁等，2011、2012年由本地昆虫爱好者在盐田和大鹏半岛发现了两种蚁甲科新种（Sinoclavigerodes yalianae），被美国生物学杂志确认并发表。
鸟类：在深圳每100种雀鸟中，有40种是迁徙候鸟，将深圳作为短暂休息地。其中30种为冬季候鸟，秋季时会飞来深圳越冬，春季离开；有5种是夏季候鸟，春季时飞来深圳，秋季离开。候鸟比例占据深圳野生鸟类的75%。
随着人口迁入，以及城市化和工业发展，深圳部分动植物栖息地减少、割裂，生存空间被挤压，甚至被捕猎，2003年10月《深圳特区禁止食用野生动物若干规定》实施前，整个深圳被人类食用的野生动物每年超过800吨，仅蛇类的最高日消费量就达10吨。部分动物已经在区域内消失，部分濒临灭绝。
境内已消失动物：
- 华南虎（1960年代）
- 赤麂（1980年代）
- 南狐（1980年代）
- 水獭（1990年代）
- 穿山甲（1990年代）

濒危物种：
- 土沉香
- 紫纹兜兰
- 黑脸琵鹭
- 大灵猫
- 中华白海豚

## 海洋
深圳1145平方公里，海岸线长275.3公里。深圳海域由三湾一口（深圳湾、大鹏湾、大亚湾、珠江口）组成。沿海有大约70平方公里的滩涂，沙滩23个，大小岛屿39个。

### 岛屿
深圳主要岛屿如下：
- 内伶仃岛(深圳第一大岛)（南山区）
- 大铲岛（南山区）
- 小铲岛（南山区）
- 大小孖洲（南山区）
- 赖氏洲（大鹏新区）
- 洲仔（又称“九仔”）（盐田区）
- 洲仔头（大鹏新区）
- 火燒排（大鵬新區）

## 水资源
全市平均年降雨量為1966.4毫米，降雨集中在4-9月，淡水資源總量為19.3億立方米。市域內分佈众多河流，但徑流量普遍較小，積水能力差，天然淡水資源有限，人均水資源擁有量僅為全國平均值的1/3，由于污染严重，五大河流水质均不能达到地表水5类标准，截至2014年，深圳70%的水源需要从外部引入，人均水资源拥有量为全国平均水平的1/12，屬于中国7大严重缺水城市。

### 河流
深圳境內河流分別歸屬東江、海灣和珠江水系，深圳区域内河流共计330条，以雨源型河流为主，地表径流小。较大的河流有深圳河、茅洲河、观澜河、龙岗河、坪山河、淡水河、福田河、新洲河、布吉河等。

### 湿地
深圳截止至2020年已设立12个湿地公园（国家级1个，市级10个，区级1个）。
深圳的主要的湿地有：福田红树林自然保护区、华侨城湿地、洪湖公园等。
深圳市的湿地资源面积（包括近海湿地，河流湿地，人工湿地）共计46,832.74公顷。

### 水利设施
深圳水庫眾多，總數達247座，包含9座中型水庫，庫容量5.25億立方米。較知名的水庫有鐵崗水庫、西麗水庫、深圳水庫、梅林水庫等。